# Glen Loth

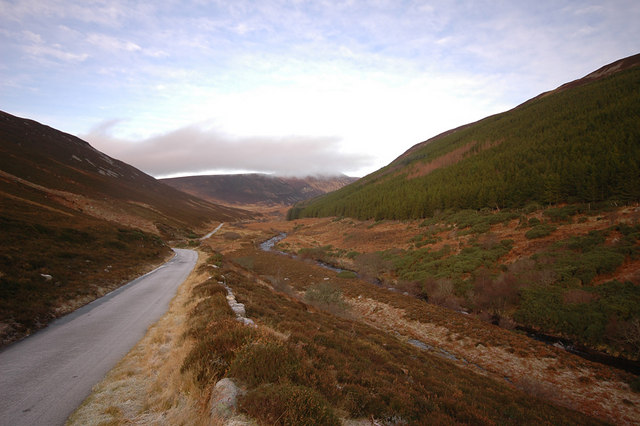
Glen Loth

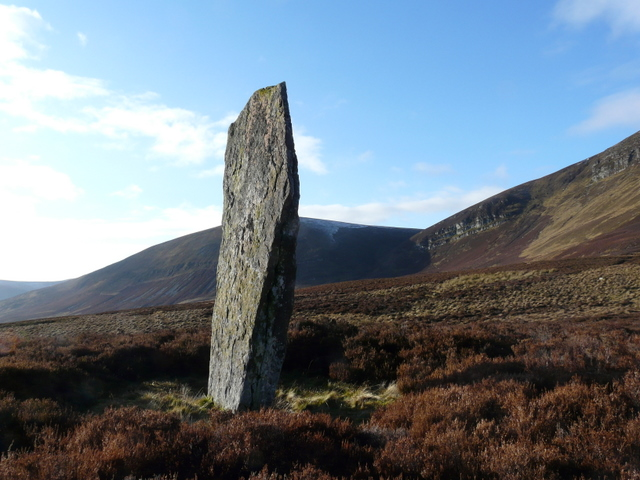
Clach Mhic Mhios, der größte Menhir im Tal

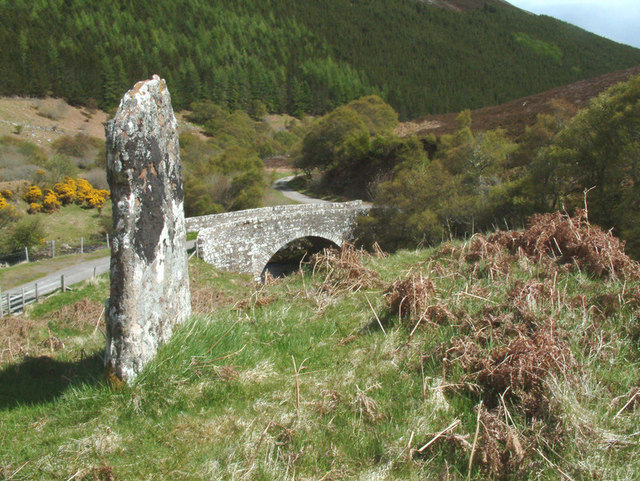
Menhir von Sletdale

Glen Loth ist ein Tal (schottisch-gälisch Glen), das von der A9 aus 10 km westlich vom Hafenort Helmsdale, an der schottischen Ostküste über eine kaum benutzte, unbefestigte, einspurige Straße, die in die Highlands führt, zu erreichen ist. Der Loth Bach durchfließt das enge; nach der Streugemeinde Loth in Sutherland benannte Tal. Der Name Loth bedeutet sumpfig.
Das heute nahezu verlassene Glen ist einer der Plätze, die viele Anzeichen menschlicher Besiedlung aus der Vorzeit aufweisen. Am Eingang zum Tal liegt der Weiler Lothbeg und ein zerstörtes Kammergrab. Einige hundert Meter weiter liegt der besser erhaltene Broch Carn Bran. An einigen Stellen gibt es Menhire (englisch Standing Stones). Zwei etwa 1,5 m hohe dünne Menhire stehen am Anfang eines Seitentales als Paar. Flache Platten am Boden lassen vermuten, dass es sich hier um weitere Menhire handelt. Der größte Menhir ist der „Clach Mhic Mhios“, abseits der Straße, nahe dem Ende des Tales. Er hat einen Querschnitt von 1,5 mal 0,3 m und ist 3,35 m hoch, womit er der zweithöchste in der Grafschaft ist.

## Die Wags
Die Besonderheit des Tales besteht darin, dass hier einige der noch wenig erforschten Wags oder „galleried Dwellings“ liegen:
- Carn nan Uaigh
- Uaigh Bheag
- Druim Dearg
- Carradh nan Clach

Es sind rechteckige oder trapezoide Hügel mit einem gerundeten Ende, die in der Grafschaft Caithness und in weit weniger Exemplaren in Sutherland vorkommen.

### Carn nan Uaigh
Innerhalb eines von einem Entwässerungsgraben umschlossenen Feldes des 19. Jahrhunderts liegen parallel zueinander die gestörten und überwachsenen Überreste zweier Wags. Der südliche ist besser erhalten. Er misst etwa fünf Meter in der Breite. Seine Gesamtlänge wird von einer später errichteten Geröllmauer begrenzt und ist daher unklar. Zwei parallele Reihen von je vier Menhiren bilden eine Galerie. Der Platz ähnelt kompletteren Beispielen in der benachbarten Grafschaft Caithness. (Lage:58° 6′ 9,3″ N, 3° 48′ 32,9″ W )

### Uaigh Bheag
Beide zeigen die klassische Form und sind V-förmig zueinander angeordnet. Sie berühren sich an einem Ende und sind etwa 4 Meter breit. Der westliche ist 14 m und der östlichen etwa 20 m lang. Am Südende des Kürzeren stehen drei Menhire in einer Linie. Der andere ist leicht gebogen und trägt, ungleich über die Länge verteilt, vier Menhire. (Lage:58° 6′ 22″ N, 3° 48′ 17,9″ W )

### Druim Dearg
Ein weiterer Wag im selben Bereich misst 14 m × 4 m. Er hat ebenfalls vier Menhire. Ein Bauernhof, der nach einem benachbarten Hügel benannt ist, liegt parallel.

### Carradh nan Clach
Diesem Wag fehlen die charakteristischen Menhire. Seine Form und die Nähe zu den anderen lassen vermuten, dass dies auch ein Wag war. Er misst etwa 12 m × 4 m, mit einer halbkreisförmigen Erweiterung am Südende.